# Mike van der Kooy
Mike van der Kooy (* 30. Januar 1989 in De Meern) ist ein niederländischer Fußballspieler. Seit Sommer 2010 steht der Verteidiger im Profikader des niederländischen Zweitligisten AGOVV Apeldoorn.

## Karriere

### Verein
Van der Kooy spielte bereits bei verschiedenen Jugendteams, ehe ihn die Scouts des FC Utrecht in das dortige Fußballager lockten. Zu Beginn der Saison 2007/08 rückte der damals 18-jährige in den Profikader des Klubs. Am 3. Februar 2008 kam er schließlich zu seinem Debüt in der Eredivisie. Beim 2:0-Sieg über Willem II Tilburg wurde der Defensivspieler in der 69. Minute für Alje Schut eingewechselt. Kurz darauf unterzeichnete er einen Profivertrag bis 2011.
Nachdem er in der Rückrunde der Saison 2009/10 bereits an den Zweitligisten FC Oss ausgeliehen worden war, wechselte van der Kooy im Sommer 2010 zu AGOVV Apeldoorn.

### Nationalmannschaft
Van der Kooy spielt in den Jugendmannschaften der Niederlande. Mit der  U17 seines Landes nahm er an der Weltmeisterschaft 2005 in Peru teil.